# Nils Edén

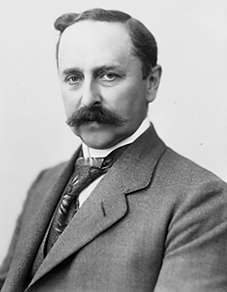
Nils Edén.

Nils Edén (Piteå, 25 augustus 1871 - Stockholm, 16 juni 1945) was een Zweeds historicus, politicus en eerste minister.

## Studies en beroepsloopbaan
Als zoon van een schoolrector volgde hij na zijn schoolopleiding vanaf 1889 een studie geschiedenis aan de Universiteit van Uppsala, waar hij promoveerde tot doctor in de filosofie.
In 1899 werd hij docent en in 1903 buitengewoon professor voor geschiedenis aan de Universiteit van Uppsala, waar hij vooral naam maakte als vakman voor de Zweedse geschiedenis van de 16e en 17e eeuw. Van 1909 tot 1920 was hij professor en hoogleraar geschiedenis aan de Universiteit van Uppsala.

## Politieke loopbaan
Als docent hield Edén zich met toen actuele politieke thema's bezig zoals de unie met Noorwegen en de vraag naar militaire hervormingen. Als docent verdedigde hij tegenover zijn studies ook de invoering van een algemene dienstplicht, waarmee hij het oude Zweedse militaire systeem veroordeelde. Ook ijverde hij voor het invoeren van algemeen stemrecht, dat verbonden hing met het militaire vraagstuk in Zweden.
In 1908 begon zijn effectieve politieke loopbaan toen hij verkozen werd tot lid van de Tweede Kamer in de Zweedse Rijksdag. In het parlement maakte hij deel uit van de Vrijzinnige Partij en vervolgens van de Liberale Partij. In 1911 werd hij lid van de Grondwetscommissie van de Rijksdag.
In 1912 volgde hij Karl Staaff op als voorzitter van de liberale fractie in de Tweede Kamer. Nadat Staaff in 1915 overleed, volgde Edén hem ook op als partijvoorzitter van de Liberale Partij. Hijzelf maakte deel uit van de rechtse partijvleugel, vooral als het over de militaire politiek ging, en niet van de antiklerikale vleugel onder leiding van Carl Gustaf Ekman.
Na de verkiezingen van 1917 werd hij op 19 oktober 1917 door koning Gustaaf V benoemd tot de nieuwe premier van Zweden en leidde een coalitie van de Liberale Partij en de Sociaaldemocratische Arbeiderspartij onder leiding van Hjalmar Branting.
Zijn premierschap werd gedomineerd door de vraag van het invoeren van het algemeen stemrecht. In Zweden had men enorme angst dat de succesvolle Februarirevolutie in Rusland en de Novemberrevolutie in Duitsland zou overslaan naar hun land. In andere Europese landen en ook in Zweden steeg hierdoor de druk om verder te democratiseren en werd er algemeen stemrecht ingevoerd. In 1921 voerde Zweden algemeen stemrecht in.
Nadat Rijksdag besliste dat Zweden zou toetreden tot de Volkenbond, was de taak van Edén als premier volbracht en op 10 maart 1920 nam hij ontslag ten voordele van Hjalmar Branting.
Vervolgens werd Edén regeringsgouverneur van de provincie Stockholms län en bleef dit tot in 1938. Hij bleef ook parlementslid tot in 1938. Wegens de droogleggingspolitiek van zijn partij zag hij zich in 1923 verplicht om de Liberale Partij te verlaten, waarna hij zijn eigen partij oprichtte. In 1938 ging hij op pensioen en overleed zeven jaar later.
- Bibsys: 90734369
- Biblioteca Nacional de Chile: 000562593
- Biblioteca Nacional de España: XX1256634
- Gemeinsame Normdatei: 102017670
- International Standard Name Identifier: 0000 0001 1616 565X
- KulturNav: 062eb2fa-2dff-4fb6-926b-4ffcf41b3b69
- Library of Congress Control Number: no2010161798
- Nationale Bibliotheek van Tsjechië: js2015857288
- Nationale Bibliotheek van Polen: a0000002188973
- Nederlandse Thesaurus van Auteursnamen: 149368178
- Réseau des bibliothèques de Suisse occidentale: 02-A012857395
- LIBRIS: 184449
- Système universitaire de documentation: 165501308
- Virtual International Authority File: 32377299
- WorldCat: E39PBJjxtCKqYfdhybQ979VKVC